# Antineura strigifer
Antineura strigifer är en tvåvingeart som först beskrevs av Walker 1862.  Antineura strigifer ingår i släktet Antineura och familjen bredmunsflugor. Inga underarter finns listade i Catalogue of Life.